# Jean Cosmos
Pour les articles homonymes, voir Cosmos et Gaudrat.
Jean Cosmos, nom de plume de Jean Louis Gaudrat, né le 14 juin 1923 dans le 8e arrondissement de Paris et mort le 24 août 2014, à Lannion (Côtes-d'Armor), est un adaptateur, parolier, dramaturge et scénariste français.

## Biographie
Après des études d'ingénieur, les aléas de la guerre l'obligent à occuper un emploi de fonctionnaire, d'abord à la Reconstruction puis aux PTT. Il commence par écrire des chansons, notamment pour Yves Montand et Les Frères Jacques qu'il signe du pseudonyme Jean Cosmos.
Une rencontre l'oriente vers la rédaction de dramatiques pour la radio : il écrit Oh, Agnès ! ou la poursuite sentimentale qui obtient le prix de la RTF, 1952. Il devient un rédacteur régulier de pièces radiophoniques (Les Maîtres du mystère).
Dès 1957 il travaille pour le cinéma avec Bonjour Toubib, mais après une suite d'échecs, il se replie sur les scénarios pour la télévision. Il est l'auteur d'une pièce, Les Oranges, réalisée par Roland-Bernard, télédiffusée en 1964 et qui obtient le prix Albert Ollivier. Cette pièce se déroule presque totalement dans le parloir d'une prison. « Le propos, expliqua Jean Cosmos, est de mettre en présence deux êtres dont l'un peut tout espérer de l'autre, qui lui-même peut tout espérer du premier » : un visiteur réclame à un truand condamné le fruit d'un hold-up en échange d'un témoignage qui lui rendra la liberté. Sa production d'adaptation et de scénarios pour la télévision est imposante.
Il écrit ou coécrit aussi de nombreux feuilletons, Quand on est deux (1962), Rue barrée (1967), des épisodes pour Les Cinq Dernières Minutes (de 1967 à 1980), le 16 à Kerbriant (1971), Ardéchois cœur fidèle (1974), Julien Fontanes, magistrat (de 1980 à 1989) et bien d'autres.
En 1988, c'est le réalisateur Bertrand Tavernier qui le convainc de revenir vers le scénario de cinéma avec La Vie et rien d'autre (Prix spécial du Film Européen). Jean Cosmos écrira  un livre du même titre sur ce sujet de la recherche du Soldat inconnu. Il continuera sa collaboration avec Tavernier pour La Fille de d'Artagnan (1994), Capitaine Conan (1996), Laissez-passer (2002) et La Princesse de Montpensier (2010).
Ses plus récents ouvrages sont Effroyables Jardins (2003) de Jean Becker coécrit avec Guillaume Laurant, et Fanfan la Tulipe (2003) de Gérard Krawczyk coécrit avec Luc Besson.
Jean Cosmos a également écrit l'adaptation d'un grand nombre de pièces de théâtre et même un opéra, Goya, en collaboration avec Jean Prodromidès et Floria Fournier création à l'opéra de Montpellier en 1996.

## Télévision

### Adaptateur
- 1961 : Le Théâtre de la jeunesse : Le Capitaine Fracasse d'après Le Capitaine Fracasse de Théophile Gautier, réalisation en 2 parties de François Chatel

### Scénariste
- 1975: Marie-Antoinette, série historique en quatre téléfilms de Guy Lefranc
- 1979: La Lumière des Justes, mini-série en coproduction française-autrichienne-suisse-belge en quatorze épisodes de 52 minutes, créée par Jean Chatenet et Jean Cosmos, d'après la suite romanesque éponyme d'Henri Troyat, diffusée à partir du 23 mars 1979 sur TF1.
- 1989 : La Vie et rien d'autre, film de Bertrand Tavernier.

## Œuvres littéraires

### Romans
- La Dictée, Romagnat, Éditions De Borée, coll. « Romans et récits du terroir », 2004, 459 p. (ISBN 2-84494-231-8)Récit reprenant la trame de la série télévisée de 1984
- La Vie et rien d'autre : roman, Paris, Robert Laffont, 1989, 320 p. (ISBN 2-7242-6019-8)

### Théâtre

#### Auteur dramatique
- 1955 : Au jour le jour, mise en scène François Billetdoux, Théâtre de l'Œuvre
- 1957 : Les Grenadiers de la Reine de Jean Cosmos et George Farquhar, mise en scène Guy Rétoré, Théâtre de Ménilmontant
- 1961-1962 : Les Béhohènes de Jean-Pierre Darras, paroles de Jean Cosmos, musique d'Henri Betti, Théâtre du Vieux-Colombier
- 1986 : Ce sacré bonheur de Jean Cosmos, mise en scène Michel Fagadau, Théâtre Montparnasse

#### Adaptateur
- 2008 : L'Ingénu de Voltaire, mise en scène Arnaud Denis

## Récompenses et distinctions
- Césars 1990 : nomination au César du meilleur scénario original ou adaptation pour La Vie et rien d'autre
- Césars 1997 : nomination au César du meilleur scénario original ou adaptation pour Capitaine Conan
- 2007 : Grand Prix de la SACD